# 滋賀県道129号南土山甲賀線
滋賀県道129号南土山甲賀線（しがけんどう129ごう みなみつちやまこうかせん）は、滋賀県甲賀市を通る一般県道である。

## 概要
甲賀市土山町南土山から甲賀市甲賀町鳥居野に至る。周辺は山地が多く、ゴルフ場が点在する。
新名神高速道路の唐戸川橋と立体交差しており、唐戸川橋南側の道路を行くと、土山SA一般来客用の駐車場が完備されている。そのため一般道側から自由に土山SAを利用することができる。

### 路線データ
- 起点：甲賀市土山町南土山（蟹が坂交差点、国道1号交点）
- 終点：甲賀市甲賀町鳥居野（鳥居野交差点、滋賀県道24号甲賀土山線交点）
- 総延長：9.71 km

## 地理

### 通過する自治体
- 滋賀県
  - 甲賀市

### 交差する道路
| 交差する道路           | 交差する場所 | 交差する場所        |
| ---------------------- | ------------ | ------------------- |
| 国道1号                | 土山町南土山 | 蟹が坂交差点 / 起点 |
| 滋賀県道131号神上野線  | 甲賀町神     |                     |
| 滋賀県道130号岩室神線  | 甲賀町神     |                     |
| 滋賀県道24号甲賀土山線 | 甲賀町鳥居野 | 鳥居野交差点 / 終点 |

### 沿線
- 双鈴ゴルフクラブ 土山コース
- E1A 新名神高速道路 土山SA 一般来客（土山バスストップ利用者）用駐車場・出入口
- 大原ダム
- 大原ダムキャンプ場
- 里山かむら交流館
- 延命寺
- 大甲賀カントリークラブ 神コース
- 大原薬品
- 林照寺
- 大久保郵便局
- 甲賀市立大原小学校